# Ito Akira
Akira Ito (sinh ngày 19 tháng 9 năm 1972) là một cựu cầu thủ bóng đá người Nhật Bản.

## Sự nghiệp câu lạc bộ
Akira Ito đã từng chơi cho Kawasaki Frontale, Omiya Ardija, Sagan Tosu và Tokushima Vortis.